# 巴基斯坦勋章

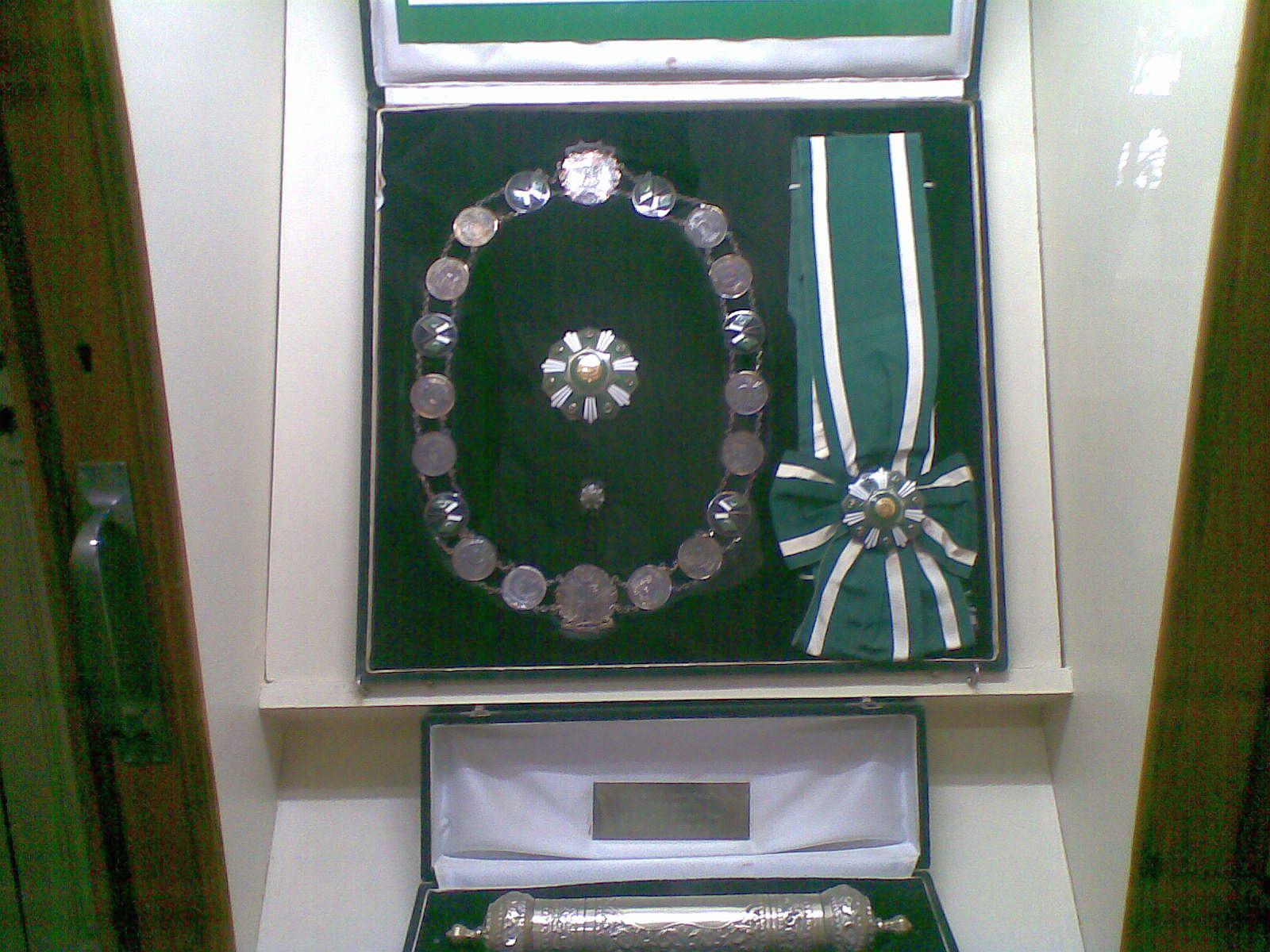
巴基斯坦勋章带盒

巴基斯坦勋章属巴基斯坦勋章的第二级别，是巴基斯坦伊斯兰共和国最高的民事奖。该勋章授予为巴基斯坦国家利益做出卓越贡献的人。
巴基斯坦勋章可授予政府官员和平民，巴基斯坦公民和外国公民。在巴基斯坦荣誉体系中，巴基斯坦勋章相当于海德尔勋章（最高的军事奖）。
该勋章根据《1975年装饰法》第19条于1975年3月19日设立，该奖项与个人的等级或地位无关。
巴基斯坦勋章，包括其他民事奖项，将在每年独立日（8月14日）公布，其授勋仪式在接下来的巴基斯坦决议日（3月23日）由巴基斯坦总统主持。该勋章可以追授。该勋章获得者有权使用NPk头衔。
巴基斯坦勋章等级分为：
大十字级（Nishan)
大军官级（Hilal）
指挥官级（Sitara）
成员级（Tamgha）

## 获颁者名单
| 获颁时间       | 获颁者名称                     | 获颁者主要身份                             | 获颁者国籍           |
| 1958年         | 海尔·塞拉西一世                | 埃塞俄比亚皇帝                             | 埃塞俄比亚           |
| 1960年         | 侯赛因·本·塔拉勒               | 约旦国王                                   | 约旦哈希姆王国       |
| 1959年11月9日  | 穆罕默德·礼萨·沙阿             | 伊朗国王                                   | 伊朗帝国             |
| 1960年         | 伊丽莎白二世                   | 英国女王、英国和其他英联邦王国元首         | 英国                 |
| 1961年1月13日  | 约瑟普·布罗兹·铁托             | 南斯拉夫总统                               | 南斯拉夫             |
| 1962年         | 普密蓬·阿杜德                  | 泰国国王                                   | 泰国                 |
| 1957年12月7日  | 德怀特·艾森豪威尔              | 美国总统                                   | 美国                 |
| 1969年8月1日   | 理查德·尼克松                  | 美国总统                                   | 美国                 |
| 1982年         | 苏哈托                         | 印度尼西亚总统                             | 印度尼西亚           |
| 1983年         | 比兰德拉国王                   | 尼泊尔国王                                 | 尼泊尔               |
| 1983年3月23日  | 阿加汗四世                     | 伊斯马仪穆斯林领袖                         | 英国                 |
| 1987年         | 尼拉贾·班诺特                  | 印度首席乘务长                             | 印度                 |
| 1990年5月19日  | 莫拉吉·德赛                    | 印度总理                                   | 印度                 |
| 1992年9月18日  | 哈桑纳尔·博尔基亚              | 文莱达鲁萨兰国苏丹                         | 文莱                 |
| 1992年10月3日  | 纳尔逊·曼德拉                  | 南非总统                                   | 南非                 |
| 1995年8月30日  | 萨迪达·西拉吉奇                | 波斯尼亚和黑塞哥维那驻巴基斯坦大使         | 波斯尼亚和黑塞哥维那 |
| 1997年3月8日   | 费德尔·拉莫斯                  | 菲律宾总统                                 | 菲律宾               |
| 1999年4月10日  | 李鹏                           | 中华人民共和国国务院总理                   | 中国                 |
| 1999年4月6日   | 谢赫·哈马德·本·哈利法·阿勒萨尼 | 卡塔尔埃米尔                               | 卡塔尔               |
| 2001年4月21日  | 卡布斯·本·赛义德·阿勒塞义德    | 阿曼苏丹国苏丹                             | 阿曼                 |
| 2006年2月1日   | 阿卜杜拉·本·阿卜杜勒-阿齐兹    | 沙特阿拉伯国王                             | 沙特阿拉伯           |
| 2006年11月24日 | 胡锦涛                         | 中国共产党中央委员会总书记 中国国务院总理  | 中华人民共和国       |
| 2009年10月26日 | 雷杰普·塔伊普·埃尔多安         | 土耳其总理                                 | 土耳其               |
| 2009年         | 明仁天皇                       | 日本天皇                                   | 日本                 |
| 2010年3月31日  | 阿卜杜拉·居尔                  | 土耳其总统                                 | 土耳其               |
| 2013年5月22日  | 李克强                         | 中华人民共和国国务院总理                   | 中华人民共和国       |
| 2015年4月21日  | 習近平                         | 中國共產黨總書記、中華人民共和國主席       | 中华人民共和国       |
| 2018年5月23日  | 菲德尔·卡斯特罗                | 前古巴共產黨第一書記、古巴前國務委員會主席 | 古巴                 |
| 2018年11月19日 | 哈里斯‧西拉伊季奇‧波士尼亞克   | 波斯尼亞與黑塞哥維納主席團成員             | 波斯尼亞與黑塞哥維納 |
| 2019年2月18日  | 穆罕默德‧本‧薩勒曼             | 沙特阿拉伯王儲                             | 沙特阿拉伯           |
| 2019年3月22日  | 馬哈迪‧穆罕默德                | 馬來西亞總理                               | 馬來西亞             |
| 2019年5月26日  | 王岐山                         | 中華人民共和國副主席                       | 中华人民共和国       |
| 2019年6月23日  | 塔米姆·本·哈馬德·阿勒薩尼[27]  | 卡塔尔埃米爾                               | 卡塔尔               |
| 2020年3月23日  | Daren Sammy                    | 西印度群島板球運動員                       | 聖露西亞             |
| 2020年8月14日  | Syed Ali Shah Geelani          | 赫里雅特会領導人                           | 印度                 |
| 2020年11月5日  | 塞菲克‧扎費羅維奇              | 波斯尼亞與赫塞哥維納主席團主席             | 波斯尼亞與赫塞哥維納 |